# Epiphragma (Epiphragma) jurator
Epiphragma (Epiphragma) jurator is een tweevleugelige uit de familie steltmuggen (Limoniidae). De soort komt voor in het Neotropisch gebied.